# Víktor Reverdatto
Viktor Vladimirovich Reverdatto (en ruso Виктор Владимирович Ревердатто) ( * 14 de febrero de 1891 - 9 de abril de 1969 ) fue un geólogo, botánico ruso. Sus colecciones de especímenes vegetales se conservan en el Herbario Krylov.

## Algunas publicaciones

### Libros
- 1973. The facies of contact metamorphism. Editado por V. S. Sobolev. y traducido del ruso por D. A. Brown. vii + 263 pp. ISBN 0-7081-0705-2

- La abreviatura «Reverd.» se emplea para indicar a Víktor Reverdatto como autoridad en la descripción y clasificación científica de los vegetales.[2]